# Abbasalutely
Abbasalutely es un álbum recopilatorio lanzado en 1995 por el sello discográfico neozelandés Flying Nun Records, como un álbum tributo a ABBA.

## Lista de canciones
| #  | Título                      | Duración | Artista                                                | Productor(es)           |
| -- | --------------------------- | -------- | ------------------------------------------------------ | ----------------------- |
| 1  | "Ring Ring"                 | 3:26     | Breast Secreting Cake                                  | Nick Morgan, Sam Gibson |
| 2  | "Mamma Mia"                 | 3:50     | The 3Ds                                                | Tex Houston             |
| 3  | "Dancing Queen"             | 4:44     | Garageland                                             | Chris Sinclair          |
| 4  | "Waterloo"                  | 2:50     | David Kilgour & Robert Scott as Cloth                  | Tex Houston             |
| 5  | "My Love, My Life"          | 3:43     | Bike                                                   | David Coventry          |
| 6  | "Honey, Honey"              | 4:16     | Loves Ugly Children                                    | Tex Houston             |
| 7  | "Super Trouper"             | 4:17     | Headless Chickens                                      | Angus McNaughton        |
| 8  | "Money, Money, Money"       | 4:32     | Chug                                                   | Tex Houston             |
| 9  | "Knowing Me, Knowing You"   | 3:58     | Superette                                              |                         |
| 10 | "When I Kissed the Teacher" | 3:11     | The Magick Heads                                       | Stephen Kilroy          |
| 11 | "Tropical Loveland"         | 2:34     | Martin Phillipps as Martin and the Moondogs            |                         |
| 12 | "SOS"                       | 3:26     | Able Tasmans                                           | Tex Houston             |
| 13 | "The Name of the Game"      | 4:27     | Shayne Carter and Fiona McDonald as Shaynie & Fifi '95 | Nick Abbott             |
| 14 | "On and On and On"          | 5:12     | Tall Dwarfs                                            | Chris Knox              |